# Austenmyia amazona
Austenmyia amazona là một loài ruồi trong họ Asilidae. Austenmyia amazona được Carrera miêu tả năm 1955. Loài này phân bố ở vùng Tân nhiệt đới.